# Copa do Mundo Feminina de Polo Aquático

## Medal table
| Place | Nation         | Gold | Silver | Bronze | Total |
| ----- | -------------- | ---- | ------ | ------ | ----- |
| 1     | Países Baixos  | 8    | 3      | 1      | 12    |
| 2     | Estados Unidos | 4    | 5      | 1      | 10    |
| 3     | Austrália      | 3    | 4      | 5      | 12    |
| 4     | Hungria        | 1    | 1      | 3      | 5     |
| 5     | Canadá         | 1    | 0      | 3      | 4     |
| 6     | Itália         | 0    | 2      | 1      | 3     |
| 6     | Rússia         | 0    | 2      | 1      | 3     |
| 8     | China          | 0    | 0      | 1      | 1     |
| 8     | Espanha        | 0    | 0      | 1      | 1     |
| Total | Total          | 17   | 17     | 17     | 51    |